# شركة جولس للاتصالات
شركة جولس للاتصالات في الصومال (بالصومالية: Shirkadda Isgaadhsiinta ee Golis Soomaaliya)‏، أكبر شركة اتصالات في أرض البنط الواقعة شمال شرق الصومال. تأسست عام 2002 بهدف تزويد البلاد بخدمات الهاتف المحمول GSM والخط الثابت وخدمات الإنترنت. تمتلك الشركة شبكة واسعة تغطي جميع المدن الرئيسية وأكثر من 50 مقاطعة في بونت لاند وأرض الصومال المجاورة.
يقع المقر الرئيسي للشركة في مدينة بوصاصو الساحلية، العاصمة التجارية لولاية بونتلاند. وتمتلك الشركة فروعا في المدن والبلدات الرئيسية في الولاية أبرزها: جروي، قرضو، جالكعيو، لاس عانود، عيرجابو، عرمو، جلدغب، بورتينلي، بور صالح، برن، طهر، بارجال، حنجلول، بوعمى.

## خدمات أخرى
تقدم الشركة خدمات أخرى مثل خدمة XOGMAAL، التي تتيح الاستعلام وإرسال البريد الإلكتروني عبر الهاتف المحمول والبحث في الموسوعات والقواميس عبر الإنترنت بالإضافة إلى محركات البحث مثل جوجل، كما يسمح بالتحقق عبر الإنترنت من الأسهم وسعر الصرف وتوقعات الطقس. بالإضافة إلى ذلك، توفر الخدمة الوصول إلى وسائل الإعلام الصومالية المحلية، فضلا عن القنوات الإخبارية الدولية مثل بي بي سي والجزيرة وسي إن إن. ووفقًا لمجلة The Economist ، في عام 2005، فقد قدمت شركة جولس أرخص خدمات مكالمات الهاتف المحمول في إفريقيا.

## روابط خارجية
- الموقع الرسمي